# Fabien (Pagnol)
Pour les articles homonymes, voir Fabien.
Fabien est une pièce de théâtre en quatre actes de Marcel Pagnol créée le 28 septembre 1956, au théâtre des Bouffes-Parisiens dans une mise en scène de Guy Rétoré avec :
- Ludo Bigonet : Kovareck
- Margot Brun : Mme Lodoïska
- Pierrette Flateau : Berlingote
- Jean-François Gonthier : Captain
- Gib Grossac : Berlingot
- Jean Lefebvre : Le docteur
- Raymond Lozzi : l'homme lion
- Milly Mathis : Milly
- Jean Natal : l'homme oiseau
- Philippe Nicaud : Fabien
- Odile Rodin : Marinette
- Viva Stepens : Betty
- Virginie Vitry : la patineuse

Le cadre n'est pas sans rappeler Liliom, pièce de Ferenc Molnár (1909).